# Стража при Долу
Стража при Долу (словен. Straža pri Dolu) је насељено место у општини Војник, Савињска регија, Словенија.

## Историја
До територијалне реорганизације у Словенији била је у саставу старе општине Цеље.

## Становништво
У попису становништва из 2011. године, Стража при Долу је имала 21 становника.
| Број становника према пописима | Број становника према пописима | Број становника према пописима |
| ------------------------------ | ------------------------------ | ------------------------------ |
| 1991                           | 2002                           | 2011                           |
| 17                             | 22                             | 21                             |